# Capitaine Nemo (film)
Pour plus de détails, voir Fiche technique et Distribution.
Capitaine Nemo (Russe :Капитан Немо, Kapitan Nemo) est un série télévisuelle soviétique en trois parties réalisé par Vassili Levine, sorti en 1975. 

## Fiche technique
- Titre original : Капитан Немо
- Titre français : Capitaine Nemo[2]
- Réalisation : Vassili Levine
- Scénario : Edgar Smirnov, Vassili Levine
- Photographie : Fiodor Siltchenko
- Musique : Alexandre Zatsepine
- Pays de production : URSS
- Format : Couleurs - 35 mm - Mono
- Genre : Aventure et science-fiction
- Durée : 223 minutes
- Date de sortie : 1975

## Distribution
- Vladislav Dvorjetski : Nemo
- Youri Rodionov : Pierre Aronax
- Mikhaïl Kononov : Konsel
- Volodymyr Talachko : Ned Lend
- Marianna Vertinskaïa : Jacqueline Tussaud
- Viktor Demertach : Francois
- Alexandre Porokhovchtchikov : Faragut
- Vladimir Bassov : Royer
- Guennadi Nilov : Georges Sheino
- Zemfira Tsakhilova
- Nikolaï Doupak : Colonel Bunro
- Iouri Menchagine : Ram
- Givi Tokhadze : Baiju
- Lev Perfilov : Pander-Johnson